# Olof den bryske
Olof, även kallad Olof den svenske och Olof den bryske, född 800-talet, död 900-talet, var kung av Danmark, enligt Adam av Bremen som menade att uppgiften skulle stamma från kung Sven Estridsson av Danmark, efter att i egenskap av svensk hövding erövrat Danmark under sena 800-talet och tidiga 900-talet, varmed han gav upphov till Olofska ätten.
Han fick två söner, Gyrd och Gnupa, som enligt svensk tradition regerade tillsammans. Gnupa fick sonen Sigtrygg Gnupasson som omnämns i Sigtryggs runstenar (DR 2 och DR 4), som restes av hans mor efter hans död.